# ماري بيث ماكنزي
ماري بيث ماكنزي (بالإنجليزية: Mary Beth McKenzie)‏ هي رسامة أمريكية، ولدت في 1946 في كليفلاند في الولايات المتحدة.